# Morrill (Nebraska)
Morrill és una població dels Estats Units a l'estat de Nebraska. Segons el cens del 2000 tenia 957 habitants.

## Demografia
Segons el cens del 2000, Morrill tenia 957 habitants, 416 habitatges, i 264 famílies. La densitat de població era de 626,3 habitants per km².
Dels 416 habitatges en un 24,5% hi vivien nens de menys de 18 anys, en un 54,8% hi vivien parelles casades, en un 5,8% dones solteres, i en un 36,3% no eren unitats familiars. En el 33,2% dels habitatges hi vivien persones soles el 15,1% de les quals corresponia a persones de 65 anys o més que vivien soles. El nombre mitjà de persones vivint en cada habitatge era de 2,3 i el nombre mitjà de persones que vivien en cada família era de 2,94.
Per edats la població es repartia de la següent manera: un 22,5% tenia menys de 18 anys, un 6% entre 18 i 24, un 23,3% entre 25 i 44, un 27,2% de 45 a 60 i un 21,1% 65 anys o més.
L'edat mediana era de 44 anys. Per cada 100 dones de 18 o més anys hi havia 90,3 homes.
La renda mediana per habitatge era de 31.450$ i la renda mediana per família de 37.639$. Els homes tenien una renda mediana de 31.750$ mentre que les dones 19.500$. La renda per capita de la població era de 20.191$. Aproximadament el 4,4% de les famílies i el 7,6% de la població estaven per davall del llindar de pobresa.

## Poblacions més properes
El següent diagrama mostra les poblacions més properes.